# Särö
Särö uttal (fil) är en ort i Kungsbacka kommun i Hallands län. Den äldre delen av tätorten Särö ligger på halvön med samma namn och är ett villasamhälle med många sekelskiftesvillor. Särö har idag landförbindelse med fastlandet genom två mindre broar: en i norr och en i öster. Särö betraktas som ett exklusivt bostadsområde med några av landets dyraste adresser, och har varit bostadsort för flera bemärkta företrädare för svenskt finans- och näringsliv, akademi samt kulturliv. Bland annat tillbringade kung Gustaf V flera av sina somrar där.

## Historia

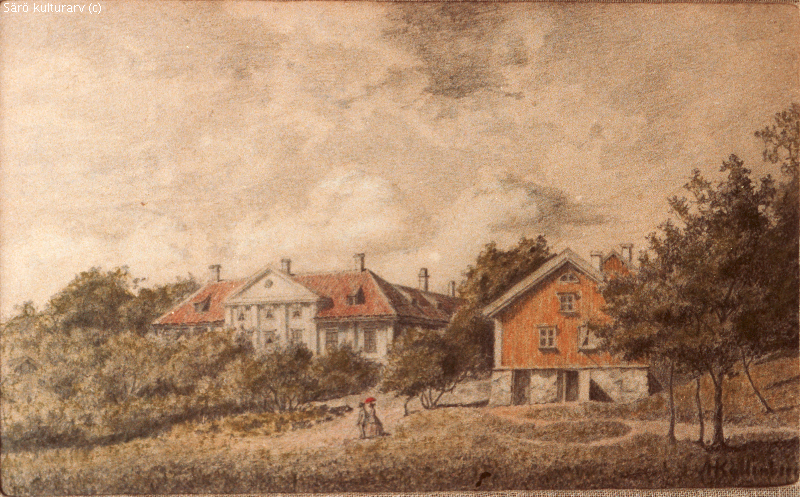
Särö säteri omkring 1870. Säteriet brann ner 1927.

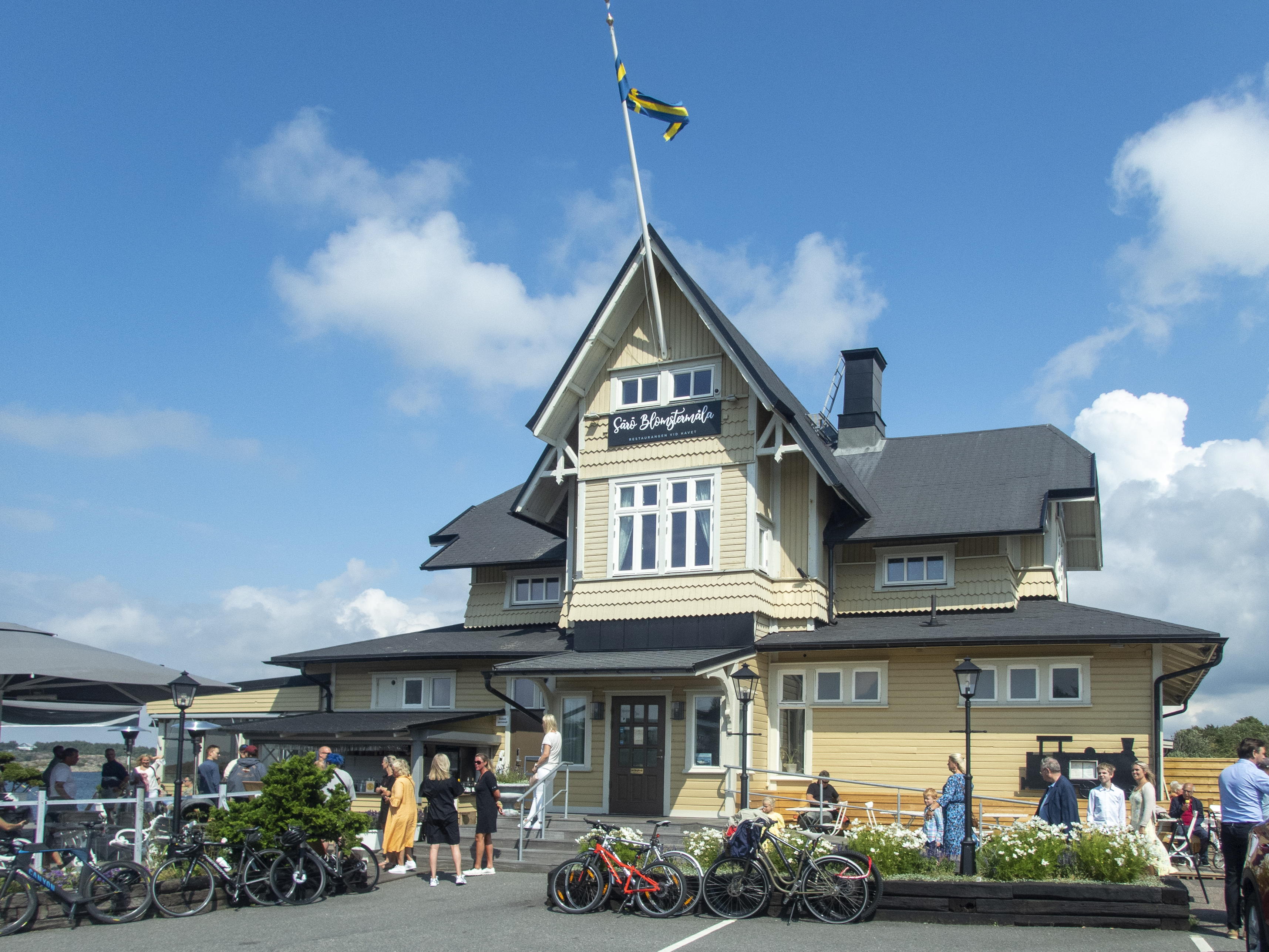
Restaurang Blomstermåla, tidigare slutstation på Säröbanan

Säteriet Särö var ursprungligen kronohemman till 1651, då Hans Macklier på Gåsevadholms slott bytte till sig det av kronan för att senare sälja det till befallningsmannen Markus Larsson på Vallda.
Egendomen Särö Säteri var senare i den Wernleska familjens ägo till 1760, då superkargören Norrman övertog den i förpantning. Änkefru Otterdahl och kapten Filip Otterdahl var en senare ägare till egendomen, men genom arvslikvid kom det sedermera i landskamrerare A. H. Åkermans ägo. Denne började omkring år 1900 att upplåta mark för badgäster.
Ursprunget till samhället var en badanläggning, grundad 1839 av grosshandlaren i Göteborg, Anders Åkerman. Han ärvde 1830 säteriet på platsen av sin far, landssekreteraren Fredrik Åkerman. I Torbjörnviken, inte långt från Särö, fanns redan 1834 ett varmbadhus som tillkommit på initiativ av familjer i Göteborg och Kungsbacka. Delvis för badgästernas behov låg vid Klef ett enkelt värdshus. Men då Särö växte som badort, upphörde verksamheten i Torbjörnviken. Varmbadhuset flyttades till Särö helt nära bron till fastlandet och fungerade därefter som bostadshus för badgäster. Det var en långsmal envåningsbyggnad som brukade kallas "Långkatekesen" och som revs 1892. Åkerman köpte 1839 ett varmbadhus som stått vid bäcken helt nära Örgryte gamla kyrka i Göteborg. Det hade uppförts redan 1825 av ägaren till Wilhelmsbergs landeri, Gustaf Rudolph Prytz. Huset placerades vid "Skutehampnen", på öns sydöstra strand, i närheten av bron till fastlandet. Där fanns "åtta beqvämligt och propert möblerade badrum samt ett conversationsrum". Åkerman annonserade i Göteborgs Handels- och Sjöfartstidning (8.7.1839) under första säsongen om varma bad med eller utan dusch samt gyttjebad. Några år senare fanns där två kallbadhus. Den första säsongen var badgästerna 72 personer och året därpå 103.    
Från 1904 till 1965 fanns en järnväg, Säröbanan, mellan Särö och Göteborg. Banvallen har sedermera gjorts om till cykelled, och stationshuset vid vattnet på Särö är i dag en restaurang med namnet Blomstermåla.
Särö har en liten stiftelseägd kyrka, Särö kyrka, invigd 1922. Vid invigningen deltog bland andra Gustaf V som tillbringade flera somrar på Särö, boende hos James Keiller med maka på villa Gövik. Kungarna Oscar II och Gustaf V besökte ofta Särö på somrarna. Kungabesöken på Särö gjorde att platsen omnämns i Sveriges Rikes Lag där det finns kungjort att rättegångsbalken är "Given Särö den 18 juli 1942". Det är den enda balk i lagen idag som inte är given Stockholms slott eller endast stadfäst av Riksdagen i och med grundlagsändringen 1974. Förutom sällskapslivet var det tennisen, som lockade kungen till Särö. Sedan 1901 finns det en strandpromenad runt hela ön.
På Särö finns Särö Golf Club med kansli, shop, driving range och korthålsbana. Det finns även en 9-håls långhålsbana, som ligger strax utanför "ön". Golfklubben har funnits sedan 1981 och skapades för att bevara den gröna floran som Särö är känd för. Klubben har även en golfkrog i närheten av banan på halvön vid namn Stallbacken. Krogen finns i den gamla doktorsvillan, eller 12:an som den också kallas.
Det som i folkmun benämns ”på Särö” syftar till halvön, Särön, men det finns även andra orter utanför själva Särö som har postort Särö men som i folkmun benämns ”i Särö”; dessa områden är Särö Budskär, Hamra Algusered, Brandshult och Släp.

### Befolkningsutveckling
| Befolkningsutvecklingen i Särö 1965–2010            | Befolkningsutvecklingen i Särö 1965–2010 | Befolkningsutvecklingen i Särö 1965–2010 | Befolkningsutvecklingen i Särö 1965–2010 | Befolkningsutvecklingen i Särö 1965–2010 |
| --------------------------------------------------- | ---------------------------------------- | ---------------------------------------- | ---------------------------------------- | ---------------------------------------- |
|                                                     |                                          |                                          |                                          |                                          |
| År                                                  |                                          |                                          | Folkmängd                                | Areal (ha)                               |
| 1965                                                | 1965                                     |                                          | 494                                      |                                          |
| 1970                                                | 1970                                     |                                          | 824                                      |                                          |
| 1975                                                | 1975                                     |                                          | 1 135                                    |                                          |
| 1980                                                | 1980                                     |                                          | 1 629                                    |                                          |
| 1990                                                | 1990                                     |                                          | 2 355                                    | 407                                      |
| 1995                                                | 1995                                     |                                          | 2 696                                    | 452                                      |
| 2000                                                | 2000                                     |                                          | 2 866                                    | 453                                      |
| 2005                                                | 2005                                     |                                          | 2 982                                    | 453                                      |
| 2010                                                | 2010                                     |                                          | 3 165                                    | 450                                      |
| Anm.: Ny tätort 1965. Sammanvuxen med Billdal 2015. |                                          |                                          |                                          |                                          |

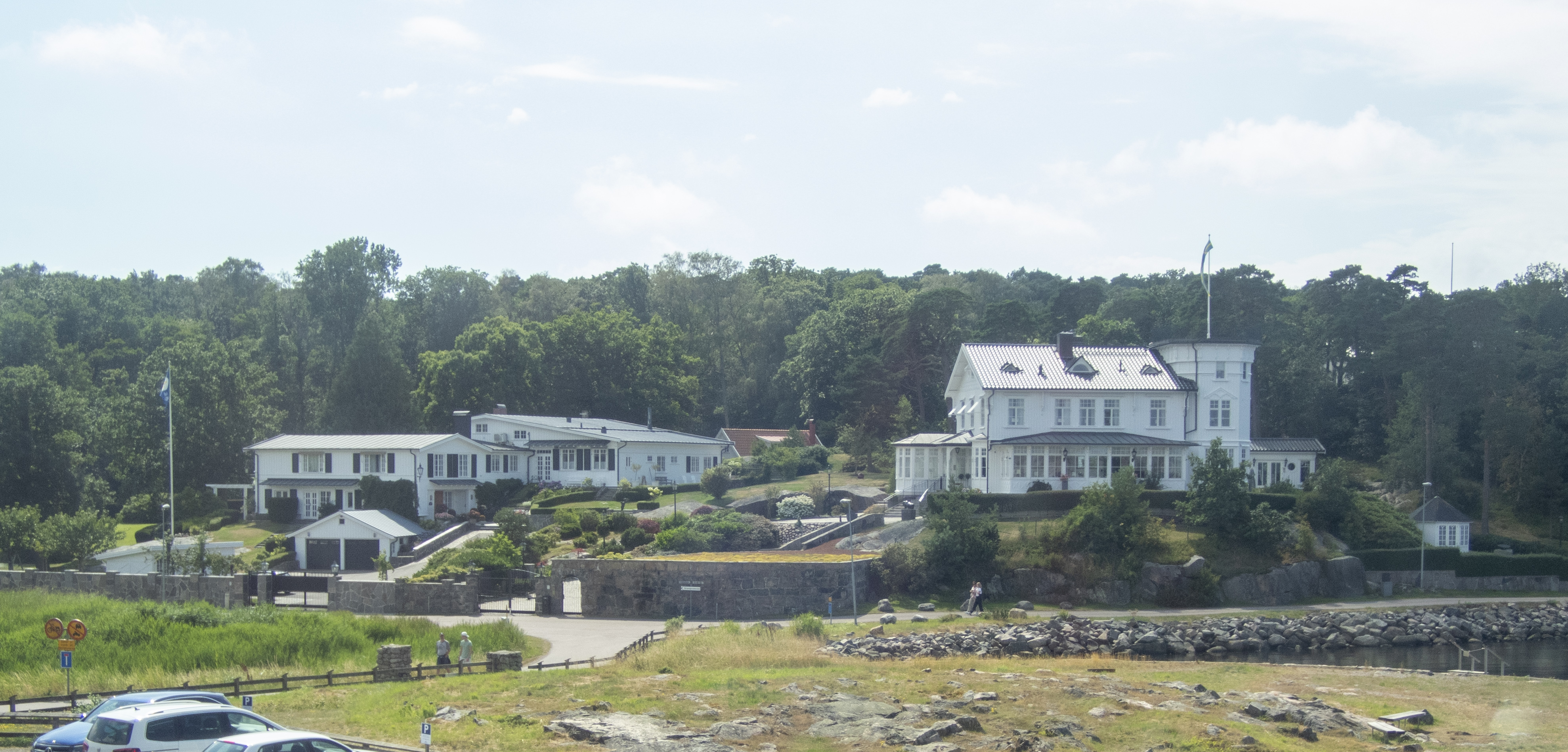
Villor på Särö

När tätorten växte 1995 införlivades bland annat en småort av SCB kallad Kungsbacka:6 (småortskod S3981) bestående av det norra området längs Olsgårdsvägen.

## Natur

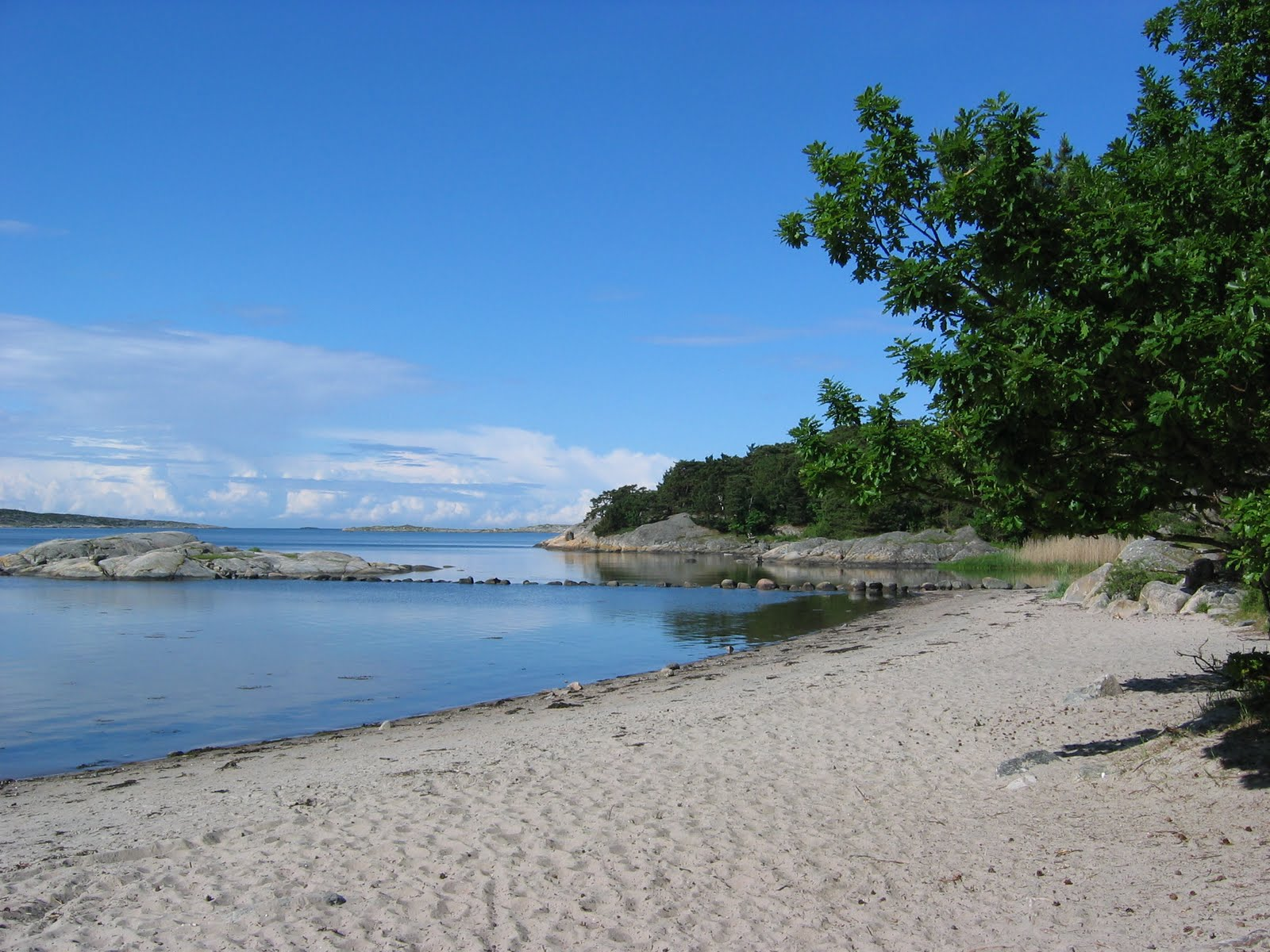
Särö västerskog

De två största skogsområdena på halvön heter Västerskog och Nordanskog, varav det förra är naturreservat. Stallbergen är de tre topparna i sydost. Nedanför ligger Sandvik, och utanför finns Gövik och Kalvbukten. Ålevik heter den låglänta tungan mellan de båda skogspartierna. I väster finns halvön Kalven, och norr därom alltså Kalvbukten. Innanför bukten ligger Barlindkärret. Klippdalen delar av Nordanskog, från väst till öst. Norr om dalen finns Vargklyftan. De två kullarna längst ut i öster, heter Munkekullen (den norra) och Nunnekullen.

## Gator och postnummer
Särö tillhör postnummer 429 43 och består av följande gator:
- Bassängbacken
- Badhusvägen
- Dan Broströms väg
- Drottningvägen
- Gustaf V:s väg
- Guntoftavägen
- Hans Ygbergs väg
- Häradsvägen
- James Keillers väg
- Munkekullsvägen
- Särö Danska väg
- Stallbacken
- Smedjebacken
- Solallén
- Solsidans väg
- Särö Backe
- Särö Östra strandväg
- Soluddsvägen
- Säröhusvägen
- Åleviksvägen
- Älvaliden